# Scopula julietae
Scopula julietae är en fjärilsart som beskrevs av Robinson 1975. Scopula julietae ingår i släktet Scopula och familjen mätare. Inga underarter finns listade.